# Jerônimo Sodré Pereira
Jerônimo de Azevedo Sodré Pereira (1831 — 1901) foi um político brasileiro.
Foi presidente da província de Sergipe, de 5 de julho a 24 de outubro de 1889.
Foi um dos principais abolicionistas do Brasil.